# Nota edytorska
Nota edytorska – jest to tekst wyjaśniający, jakie zmiany zostały wprowadzone w czasie edycji dzieła literackiego, a także szczegółowe informacje dotyczące konstrukcji.

Nota edytorska zawiera:
- przekazy - należy wymienić wszystkie przekazy, służące edytorowi do kolacjonowania oraz zaznaczenie tej wersji, która była podstawą wydania. Przekazy podawane są w porządku chronologicznym[1].
- podstawa wydania - wyraźne zaznaczenie, które wydanie jest podstawą do edycji, podając równocześnie informację, z której biblioteki jest ten egzemplarz[1].
- wykaz skrótów i znaków - podanie wszystkich używanych skrótów wraz z ich pełnym rozwinięciem oraz także skrótowe oznaczenia przekazów edytowanego tekstu[1].
- uwspółcześnienia - uwspółcześnienie wykonywane jest do współcześnie obowiązujących norm interpunkcyjnych, ortograficznych oraz fleksyjnych. W przejrzysty sposób podawane są tylko te zasady, które zostały zastosowane. Wszystkie zasady należy poprzeć odpowiednimi przykładami. Kolejność uzasadniona jest merytorycznie i przedstawia poniższy schemat[2]:

1. interpunkcja
2. fleksja - uwspółcześnienie formy archaicznej oraz modernizacja końcówek fleksyjnych w narzędniku i miejscowniku dla rodzaju żeńskiego i nijakiego w liczbie pojedynczej oraz narzędniku liczby mnogiej Przykłady: niczem - niczym, patrzała - patrzyła[2]
3. pisownia joty - pisownia przyswojonych wyrazów obcego pochodzenia zgodnie z jotą: np. komedya - komedia[2]
4. pisownia łączna i rozdzielna
5. pisownia wielką i małą literą
6. składnia
7. szyk wyrazów
8. ubezdźwięcznienia
9. zmiany leksykalne - w tym także ortograficzne